# Garry Haire
Garry Haire (sinh ngày 24 tháng 7 năm 1963) là một cựu cầu thủ bóng đá người Anh từng thi đấu ở vị trí tiền vệ chạy cánh phải.

## Sự nghiệp
Sinh ra ở Sedgefield, Haire thi đấu cho Oxford United, Whitley Bay, Bradford City, Darlington và  Rochdale.
Ông ký hợp đồng với Bradford City vào tháng 6 năm 1983 từ Whitley Bay, rời câu lạc bộ vào tháng 2 năm 1985 để đầu quân cho Darlington.  Ông có tổng cộng 50 lần ra sân cho câu lạc bộ, ghi 15 bàn - 13 bàn trong 43 lần ra sân ở giải vô địch, 2 bàn trong 4 lần ra sân tại Cúp FA, và không có bàn nào trong 3 lần ra sân ở Cúp Liên đoàn.